# Eupheme (satelit)
Eupheme /e.u'fe.me/, sau Jupiter LX, cunoscut inițial ca S/2003 J 3, este un satelit natural exterior al lui Jupiter, cu un diametru de 2 km.

## Descoperire
A fost descoperit de o echipă de astronomi de la Universitatea din Hawaii condusă de Scott S. Sheppard în 2003.   Satelitul a fost pierdut în urma descoperirii sale în 2003.     A fost recuperat în 2017 și a primit denumirea permanentă în acel an. 

## Nume
A fost numită în 2019 după Eupheme, spiritul antic grec al cuvintelor de bun augur, laude, aclamații, strigăte de triumf și aplauze, fiica lui Hephaistos și Aglaea și nepoata lui Zeus .  Numele a fost sugerat de utilizatorul Twitter Lunartic (@iamalunartic) într-un concurs de denumire organizat de Institutul Carnegie pe rețeaua de socializare, care a ajutat simultan la denumirea altui satelit jovian Philophrosyne .  

## Orbită
Eupheme îl orbitează pe Jupiter la o distanță medie de 19.622 Mm în 628,06 zile, cu o înclinație de 146° față de ecliptică (146° față de ecuatorul lui Jupiter), în sens retrograd și cu o excentricitate de 0,2507. Aparține grupului Ananke, sateliți retrograzi neregulați care orbitează în jurul lui Jupiter între 19,3 și 22,7 Gm, la înclinații de aproximativ 150°.